# Kazimierz Wróblewski (major)
Kazimierz Wróblewski (ur. 23 listopada 1896 w Zaśpiczach) – major piechoty Wojska Polskiego, inwalida wojenny.

## Życiorys
Urodził się w Zaśpiczach, w ówczesnym powiecie sokólskim guberni grodzieńskiej, w rodzinie Antoniego i Michaliny z Gieniuszów. Do Wojska Polskiego został przyjęty z byłych Korpusów Wschodnich i byłej armii rosyjskiej. Służył w 48 Pułku Piechoty w Stanisławowie. 3 maja 1922 został zweryfikowany w stopniu kapitana ze starszeństwem z 1 czerwca 1919 i 1009. lokatą w korpusie oficerów piechoty. W styczniu 1924 został przydzielony do Powiatowej Komendy Uzupełnień Czortków na stanowisko oficera instrukcyjnego, a w maju tego roku przydzielony do Powiatowej Komendy Uzupełnień Buczacz na takie samo stanowisko. W marcu 1926 został przydzielony do macierzystego pułku. 12 kwietnia 1927 został mianowany majorem ze starszeństwem z 1 stycznia 1927 i 97. lokatą w korpusie oficerów piechoty. W maju tego roku został przeniesiony z 48 pp do 49 Pułku Piechoty na stanowisko kwatermistrza, a w październiku przesunięty na stanowisko dowódcy II batalionu. W marcu 1931 został przydzielony z 49 pp na stanowisko oficera placu Kołomyja, a w maju tego roku przeniesiony na stanowisko komendanta placu Stanisławów. W marcu 1934 został zwolniony z zajmowanego stanowiska i oddany do dyspozycji dowódcy Okręgu Korpusu Nr VI, a z dniem 31 lipca tego roku przeniesiony w stan spoczynku.

## Ordery i odznaczenia
- Krzyż Niepodległości – 20 lipca 1932 „za pracę w dziele odzyskania niepodległości”[15]
- Złoty Krzyż Zasługi po raz pierwszy – 10 listopada 1928[16][17]
- Złoty Krzyż Zasługi po raz drugi – 25 maja 1938 „za zasługi na polu pracy społecznej”[18]
- angielski Krzyż Wojskowy[19]